# Liste der Biografien/Clav
Liste der Biografien |
Portal Biografien |
Personensuche
# |
A |
B |
C |
D |
E |
F |
G |
H |
I |
J |
K |
L |
M |
N |
O |
P |
Q |
R |
S |
T |
U |
V |
W |
X |
Y |
Z |
?
 
Ca |
Cb |
Cc |
Ce |
Ch |
Ci |
Cj |
Ck |
Cl |
Cm |
Cn |
Co |
Cr |
Cs |
Ct |
Cu |
Cv |
Cw |
Cy |
Cz
 
Cla |
Cle |
Cli |
Clo |
Clu |
Clw |
Cly
 
Claa |
Clab |
Clac |
Clad |
Clae |
Claf |
Clag |
Clah |
Clai |
Claj |
Clam |
Clan |
Clap |
Clar |
Clas |
Clat |
Clau |
Clav |
Claw |
Clax |
Clay
Die Liste der Biografien führt alle Personen auf, die in der deutschsprachigen Wikipedia einen Artikel haben. Dieses ist eine Teilliste mit 64 Einträgen von Personen, deren Namen mit den Buchstaben „Clav“ beginnt.

## Clav

### Clava
- Clavadetscher, Andrea (* 1960), Liechtensteiner Radsportler und nationaler Meister im Radsport
- Clavadetscher, Christian (1897–1980), Schweizer Politiker (FDP)
- Clavadetscher, Martina (* 1979), Schweizer Autorin und Theaterschaffende
- Clavadetscher, Otto P. (1919–2015), Schweizer Historiker, Lehrer und Jurist
- Clavadetscher, Rageth (* 1971), Schweizer Manager
- Clavadetscher, Silvia (1948–2013), Schweizer Altphilologin und Lexikografin
- Clavasquín, Reynaldo (* 1972), honduranischer Fußballspieler und Trainer

### Clave
- Clavé i Camps, Josep Anselm (1824–1874), katalanischer Komponist, Chorleiter und Politiker
- Clavé von Bouhaben, Maximilian (1814–1882), deutscher Rittergutsbesitzer und Parlamentarier
- Clavé, Antoni (1913–2005), spanischer Maler und Bildhauer
- Clavé, Pelegrín (1811–1880), spanischer Kunstmaler
- Claveau, André (1911–2003), französischer Chansonnier und FilmschauspielerAndré Claveau (1911–2003)

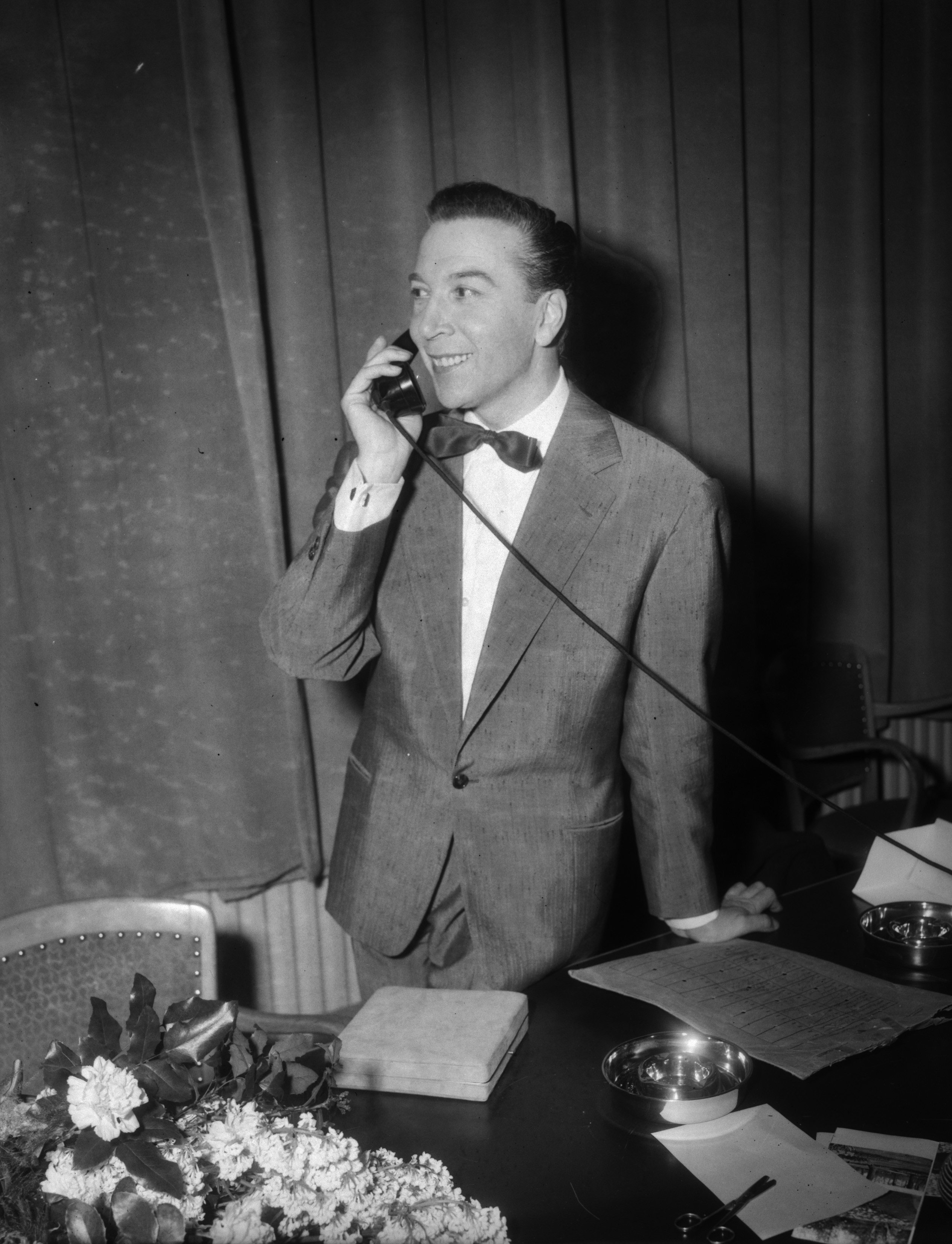
André Claveau (1911–2003)

- Claveau, Marie († 1703), französische Komödiantin
- Clavée, Klaus-Christoph (* 1958), deutscher Jurist, Präsident des Brandenburgischen Oberlandesgerichtes
- Clavel Gil, Francisco (* 1935), mexikanischer Geistlicher und emeritierter Weihbischof in Mexiko
- Clavel Méndez, Tomás Alberto (1921–1988), panamaischer Geistlicher, römisch-katholischer Erzbischof von Panama
- Clavel, Auguste Nicolas von (1803–1842), Schweizer Mathematiker
- Clavel, Bernard (1923–2010), französischer Schriftsteller
- Clavel, Charlène (* 1991), französische Handballspielerin und Triathletin
- Clavel, Eduard (1810–1873), deutscher Verwaltungsbeamter
- Clavel, Franz Xaver (1729–1793), deutscher Beamter
- Clavel, Garance (* 1973), französische Filmschauspielerin
- Clavel, Gilbert (1883–1927), Schweizer Futurist
- Clavel, Maurice (1920–1979), französischer Schriftsteller, Journalist und Philosoph
- Clavel, Maurice (* 1988), deutscher Triathlet
- Clavel, René (1886–1969), Schweizer Erfinder
- Clavel, Robert (1912–1991), französischer Filmarchitekt
- Clavel-Respinger, Alexander (1881–1973), Schweizer Textil- und Färberei-Industrieller
- Clavell, James (1921–1994), australischer Romanschriftsteller, Drehbuchautor und Regisseur
- Clavell, Kira, kanadische Schauspielerin und Model
- Clavell, Michaela, britische Schauspielerin und Filmproduzentin
- Claver, Francisco (1929–2010), philippinischer Ordensgeistlicher, Bischof von Malaybalay
- Claver, Petrus (1580–1654), spanischer Geistlicher und Missionar
- Claver, Víctor (* 1988), spanischer Basketballspieler
- Claveret, Jean († 1666), französischer Dramatiker und Übersetzer
- Clavería Lizana, Carlos (1909–1974), spanischer Romanist, Germanist und Hispanist
- Clavería, Rodolfo (1922–1999), chilenischer Fußballspieler
- Claverie, Pierre (1938–1996), französischer Bischof von Oran
- Clavering, Douglas Charles (1794–1827), schottischer Kapitän
- Clavero, Enrique, chilenischer Fußballspieler
- Clavero, Guillermo (1921–2000), chilenischer Fußballspieler
- Claves, Bernhard (1882–1963), deutscher Unternehmer
- Clavet, Francisco (* 1968), spanischer Tennisspieler
- Clavet, José (* 1965), spanischer Tennisspieler
- Clavey, Heinrich (1918–2000), deutscher Politiker (SPD), MdL
- Claveyrolat, Thierry (1959–1999), französischer Radrennfahrer

### Clavi
- Clavier, Aude (* 1999), französische Leichtathletin
- Clavier, Christian (* 1952), französischer Schauspieler und DrehbuchautorChristian Clavier (* 1952)

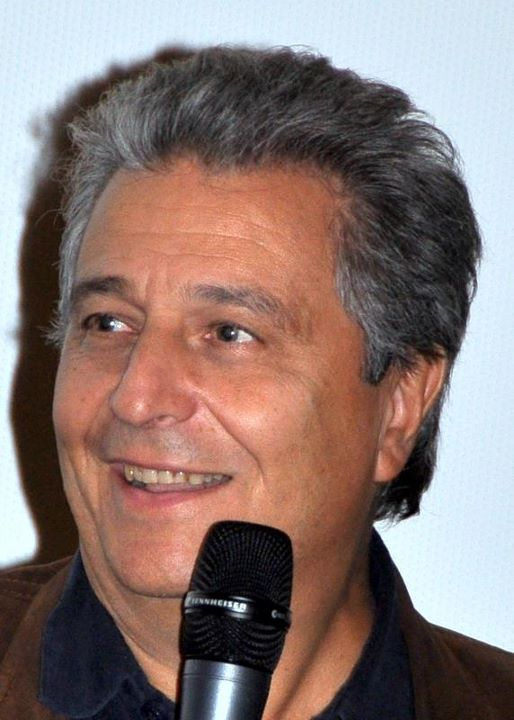
Christian Clavier (* 1952)

- Clavier, Jérôme (* 1983), französischer Stabhochspringer
- Clavier, Stéphane (* 1955), französischer Regisseur, Drehbuchautor und Schauspieler
- Clavière, Étienne (1735–1793), französischer Bankier und Politiker
- Claviez, Emil (1866–1931), deutscher Unternehmer, Erfinder und Komponist
- Claviez, Wolfram (1920–1996), deutscher Maler
- Clavijero, Francisco Javier (1731–1787), mexikanischer Schriftsteller
- Clavijo Batlle, Fernando (* 1971), spanischer Wirtschaftswissenschaftler, Geschäftsmann und Politiker, Präsident der Regierung der Kanarischen Inseln
- Clavijo Méndez, José Crispiano (* 1951), kolumbianischer Geistlicher und römisch-katholischer Bischof von Sincelejo
- Clavijo y Fajardo, José (1726–1806), spanischer Publizist und Schriftsteller
- Clavijo, Fernando (1956–2019), US-amerikanischer Fußballspieler und -trainer
- Clavijo, Fredy (* 1955), uruguayischer Fußballspieler
- Clavin, Patricia (* 1964), britische Historikerin
- Clavius, Christophorus (1538–1612), deutscher Mathematiker und JesuitenpaterChristophorus Clavius (1538–1612)

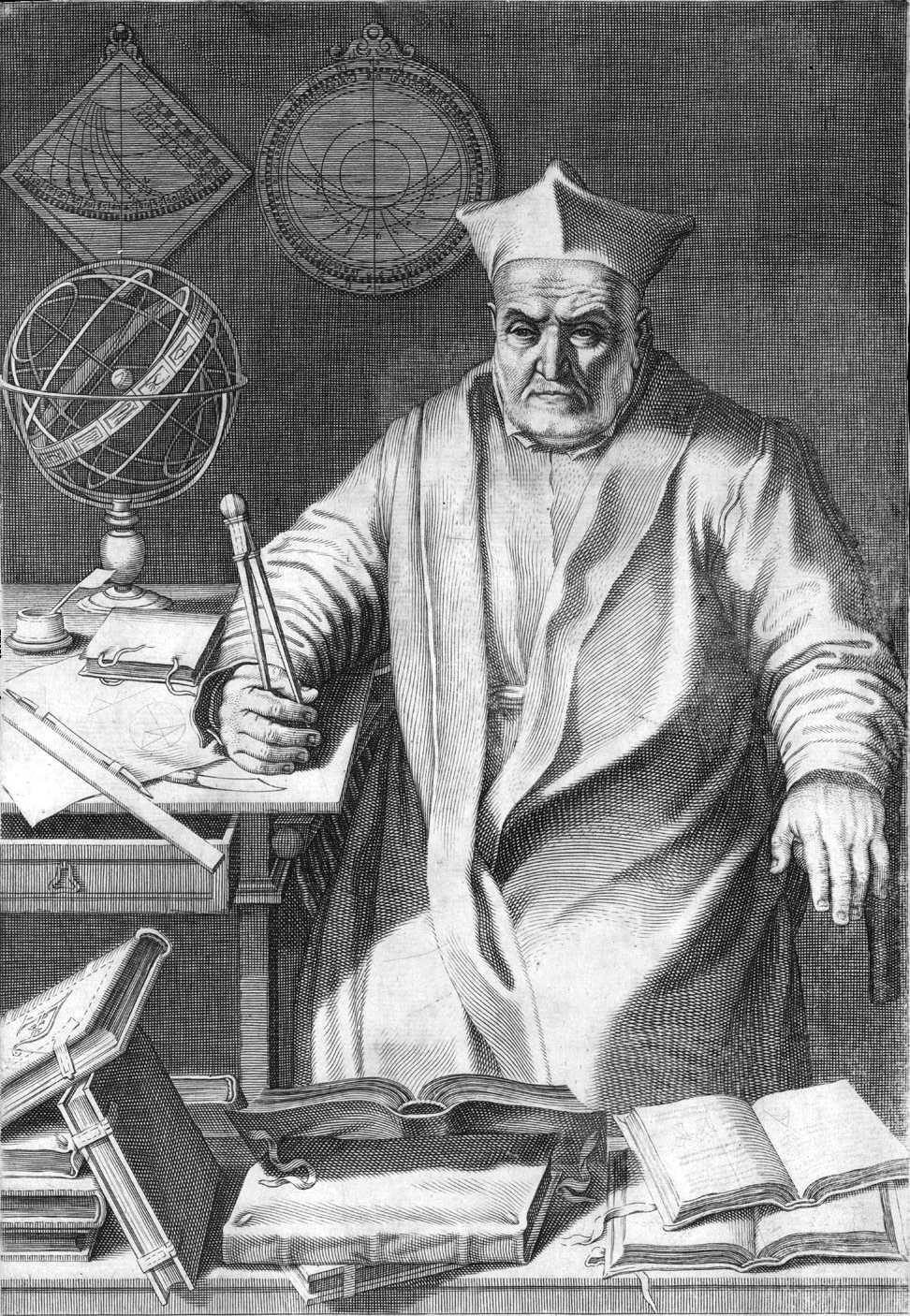
Christophorus Clavius (1538–1612)

### Clavo
- Clavon, Darnell (* 1972), US-amerikanischer Basketballspieler

### Clavu
- Clavuot, Conradin (* 1962), Schweizer Architekt
- Clavus, Claudius (* 1388), dänischer Kartograph